# Campel
Campel est une ancienne commune française, située dans le département d'Ille-et-Vilaine en région Bretagne, peuplée de 492 habitants. Elle est devenue commune déléguée de Val-d'Anast le 1er janvier 2017.

## Géographie

### Situation
|                   | Maxent            |       |
| Maure-de-Bretagne | Campel            | Bovel |
|                   | Maure-de-Bretagne |       |

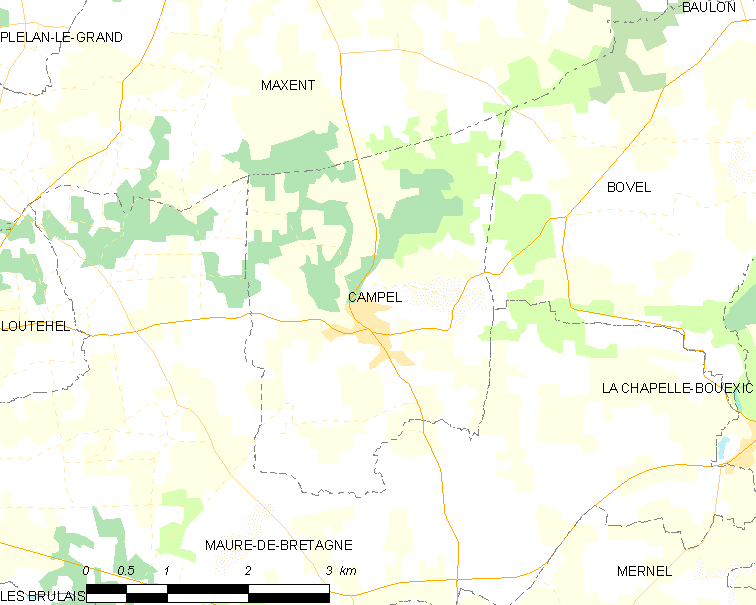
Carte de l'ancienne commune de Campel et des communes avoisinantes.

Campel se trouve dans la partie occidentale du département d'Ille-et-Vilaine, au sud-ouest de Rennes.

### Relief et hydrographie
Le territoire de cette ancienne commune s'étendait sur le versant sud d'une ligne de collines marquant la limite septentrionale du pays d'Anast ; les altitudes avoisinent 100 mètres au nord, approximativement entre Brémont et la Bigotais, et descend par un coteau au flanc duquel le bourg est implanté ; les terres bosselées du sud ont une altitude moyenne d'une soixantaine de mètres.
C'est dans cette partie sud, près du pont de Launay Rolland, que naît le Combs, issu de la confluence du Ruisseau de Trévallan et du Ruisseau des Moulins. Depuis le Bois de Livry sa partie amont a permis l'aménagement des étangs de Livry, du Haut et de Bas et des Pommerais.

## Toponymie
Le nom de la localité est attesté sous les formes Campel en 868 et en 1144, Quenpel en 1250.
[Information douteuse]Campel vient de Champel (« petit territoire »)[réf. nécessaire].
Le nom de la commune en gallo est Campè.
En janvier 2017, Campel a fusionné avec la commune voisine de Maure-de-Bretagne pour devenir la commune de Val d'Anast

## Histoire

### Préhistoire

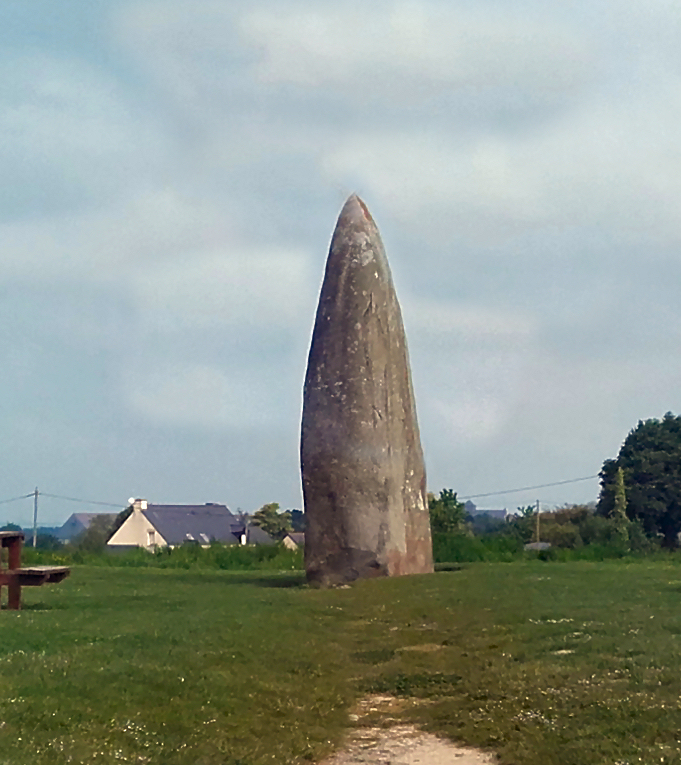
Le menhir du Val.

### Moyen-Âge
Le Cartulaire de Redon évoque une charte donnée dans un palais que Salomon de Bretagne avait à Campel ; des traces d'anciennes fortifications sont visibles dans le partie nord de Campel ; peut-être s'agit-il de l'ancien château.

### Temps modernes

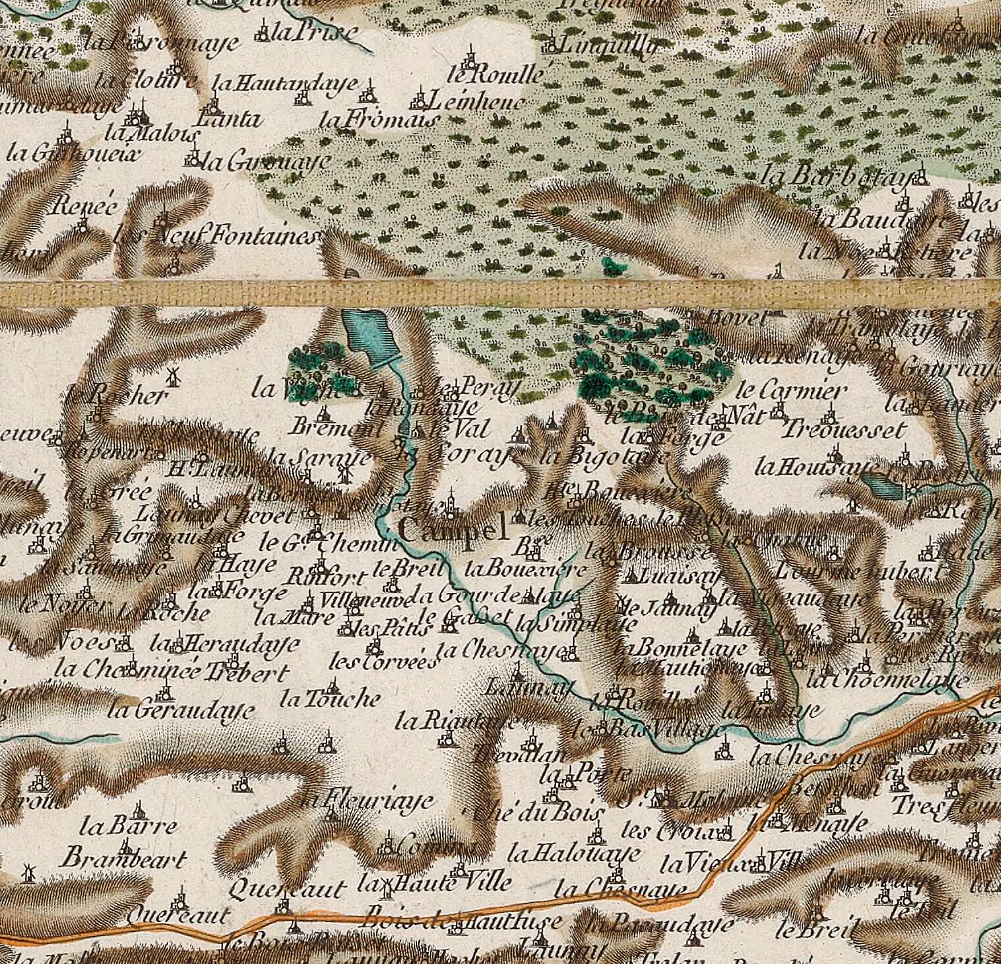
Carte de Cassini de la trève de Campel et de ses environs (1785).

Jean-Baptiste Ogée décrit ainsi Campel en 1778 :

« Campel : trève de la paroisse de Maure ; à 17 lieues au sud de Saint-Malo, son évêché ; à 7 lieues de Rennes ; et à 1 lieue trois quarts de Plélan, sa subdélégation : elle ressortit à Ploërmel , et compte 880 communiants. Son territoire renferme plusieurs maisons nobles qui sont : le Bois-de-Mast, moyenne justice , à M. de Coespeur ; la Roche-Cotherel, moyenne justice, à M. du Guini de Kerhos ; la Sorais et Launaye-aux-Fèvres , moyennes justices, à M. de Coespeur ; Bois-BafTet et le Bois-Mahé , hautes justices, à M. de Pigneux. »

### LeXIXesiècle
A. Marteville et P  Varin, continuateurs d'Ogée, décrivent ainsi Campel en 184 3 :

« Campel (sous l'invocation de sainte Marie-Madeleine), commune formée de l'ancienne trève de Maure ; aujourd'hui succursale. (..) Principaux villages : les Bigotais, les Bouessięres, la Chesnais, la Reaute, le Breil, la Bertais. Superficie totale 1 110 hectares 31 ares 95 centiares, dont (..) terres labourables 420 ha, prés et pâturages 108 ha, bois 30 ha, vergers et jardins 4 ha, landes et incultes 501 ha, étangs 13 ha (..).
Moulins : 4 (du Haut, du Bas, du Pommerais, du Rochet, à eau. Les 13 ha d'étangs s'appliquent à l'étang dit du Livry. Objet remarquable : le Val, jolie maison de campagne. (..) Il y a foire le 17 l'ai et le 1er décembre ; le lendemain si l'un de ces jours est férié. Géologie: schiste argileux, quartzite au nord. On parle le français [en fait le gallo]. »

### LeXXesiècle

#### La Première Guerre mondiale
Le monument aux morts de Campel porte les noms de 34 soldats morts pour la France pendant la Première Guerre mondiale ; parmi eux 3 sont morts en Belgique dès 1914 (le 22 août Émée Bourrée à Rossignol et Gervais Danet à Oret ; le 16 décembre Julien Éon à Langemark) ; tous les autres sont morts sur le sol français ; 6 d'entre eux (Noël Danet, Louis Guichard, Jean Moreau, Jean Motel, Jean Paty et Ludovic Poulpré) ont été décorés de la Croix de guerre.

#### La Seconde Guerre mondiale
Le monument de Campel porte les noms de 7 personnes mortes pour la France pendant la Seconde Guerre mondiale ; parmi elles Émile Labé et Robert Hochard, tous deux soldats morts au printemps 1940 lors de la Bataille de France ; deux sont morts de maladie alors qu'ils étaient prisonniers de guerre en Allemagne (Edmond Danet, mort en 1943 au stalag X B et Victor Josset en 1944) ; Louis Menand, résistant F.F.I., est mort accidentellement à Bovel le 5 août 1944.

### LeXXIesiècle
En janvier 2017, Campel a fusionné avec la commune voisine de Maure-de-Bretagne pour former la commune de Val d'Anast.

## Politique et administration
| Période                                  | Période       | Identité                 | Étiquette | Qualité |
| ---------------------------------------- | ------------- | ------------------------ | --------- | --- |
|                                          |               |                          |           | |
| 1809                                     | 1811          | Louis Motel              |           | Meunier et cultivateur.                                                                                         |
|                                          |               |                          |           | |
| avant 1838                               | 1843          | Pierre Hochard           |           | Cultivateur à Campel, puis à Maxent.                                                                            |
| 1843                                     | 1846          | Louis Motel              |           | Meunier. Fils de Louis Motel, maire entre 1809 et 1811.                                                         |
| 1846                                     | 1860          | Jean Edet                |           | |
| 1861                                     | 1865          | Louis Motel              |           | Déjà maire entre 1843 et 1846.                                                                                  |
| 1865                                     | 1871          | Pierre Métayer           |           | Marchand. |
| 1871                                     | 1874          | Louis Motel              |           | Déjà maire entre 1843 et 1846, ainsi qu'entre 1861 et 1865.                                                     |
| 1874                                     | 1878          | Jean Lecoq               |           | Laboureur. |
| 1878                                     | 1884          | Pierre Métayer           |           | Déjà maire entre 1865 et 1871.                                                                                  |
| 1884                                     | 1900          | Pierre Février           |           | Cultivateur. |
| 1900                                     | 1906          | Georges Jacquelin-Dulphé |           | Comte. Propriétaire. Sous-lieutenant au 11e Régiment de Dragons.                                                |
| 1906                                     | après 1934    | Maurice Jacquelin-Dulphé |           | Comte. Propriétaire. Cultivateur.Conseiller général. Chevalier de la Légion d'honneur. Fils du maire précédent. |
|                                          | 1989          | Georges Jacquelin-Dulphé |           | Comte. Petit-fils et fils des deux maires précédents. Maire de Campel pendant 40 ans. Grand veneur.             |
|                                          |               |                          |           | |
|                                          |               |                          |           | |
| 1965                                     | 1995          | Georges de Jacquelin     | DVD       | - |
| 1995                                     | décembre 2016 | Bernard Amice            | DVD       | Retraité. Maire honoraire en 2021.                                                                              |
| Les données manquantes sont à compléter. |               |                          |           | |

## Démographie
L'évolution du nombre d'habitants est connue à travers les recensements de la population effectués dans la commune depuis 1793. À partir du 1er janvier 2009, les populations légales des communes sont publiées annuellement dans le cadre d'un recensement qui repose désormais sur une collecte d'information annuelle, concernant successivement tous les territoires communaux au cours d'une période de cinq ans. 
Pour les communes de moins de 10 000 habitants, une enquête de recensement portant sur toute la population est réalisée tous les cinq ans, les populations légales des années intermédiaires étant quant à elles estimées par interpolation ou extrapolation. Pour la commune, le premier recensement exhaustif entrant dans le cadre du nouveau dispositif a été réalisé en 2008,.
En 2014, la commune comptait 492 habitants, en évolution de −4,09 % par rapport à 2009 (Ille-et-Vilaine : +5,61 %, France hors Mayotte : +2,49 %).
| 1793 | 1800 | 1806 | 1821 | 1831 | 1836 | 1841 | 1846 | 1851 |
| ---- | ---- | ---- | ---- | ---- | ---- | ---- | ---- | ---- |
| 612  | 375  | 633  | 555  | 635  | 663  | 661  | 652  | 685  |

| 1856 | 1861 | 1866 | 1872 | 1876 | 1881 | 1886 | 1891 | 1896 |
| ---- | ---- | ---- | ---- | ---- | ---- | ---- | ---- | ---- |
| 687  | 671  | 740  | 713  | 720  | 775  | 734  | 733  | 713  |

| 1901 | 1906 | 1911 | 1921 | 1926 | 1931 | 1936 | 1946 | 1954 |
| ---- | ---- | ---- | ---- | ---- | ---- | ---- | ---- | ---- |
| 704  | 712  | 695  | 621  | 597  | 578  | 568  | 514  | 470  |

| 1962 | 1968 | 1975 | 1982 | 1990 | 1999 | 2008 | 2013 | 2014 |
| ---- | ---- | ---- | ---- | ---- | ---- | ---- | ---- | ---- |
| 437  | 412  | 419  | 394  | 396  | 403  | 513  | 487  | 492  |

## Culture locale et patrimoine

### Lieux et monuments

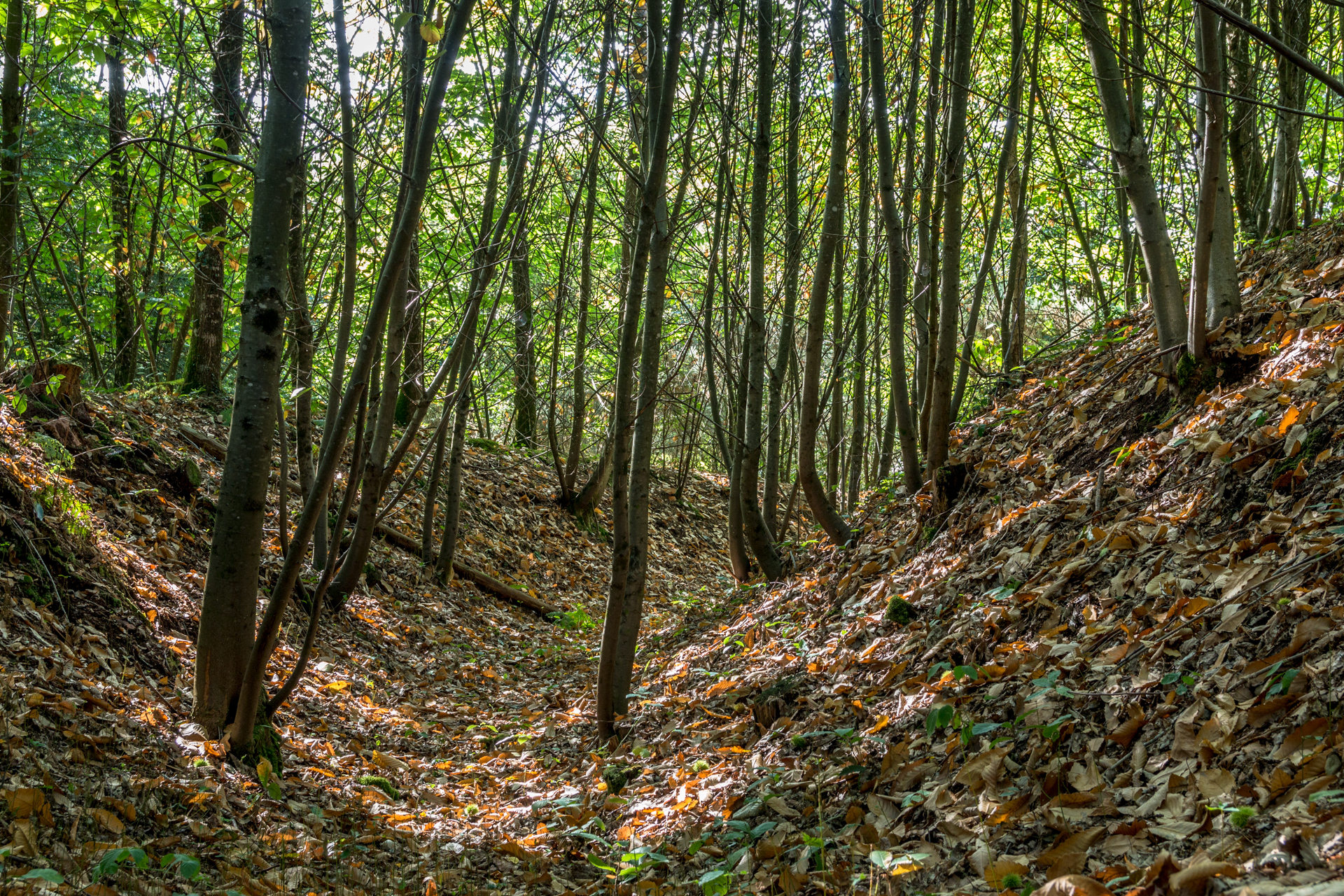
L'enceinte de terre de la Bigotais.

La commune abrite un monument historique :
- l’enceinte de terre de la Bigotais, (80 X 60 mètres) datant du Moyen Âge. Elle est formée d'un double rempart ovale et d'un fossé sec avec deux entrées[17]. Elle est inscrite par arrêté du 19 juillet 1995[18].

On peut également signaler :

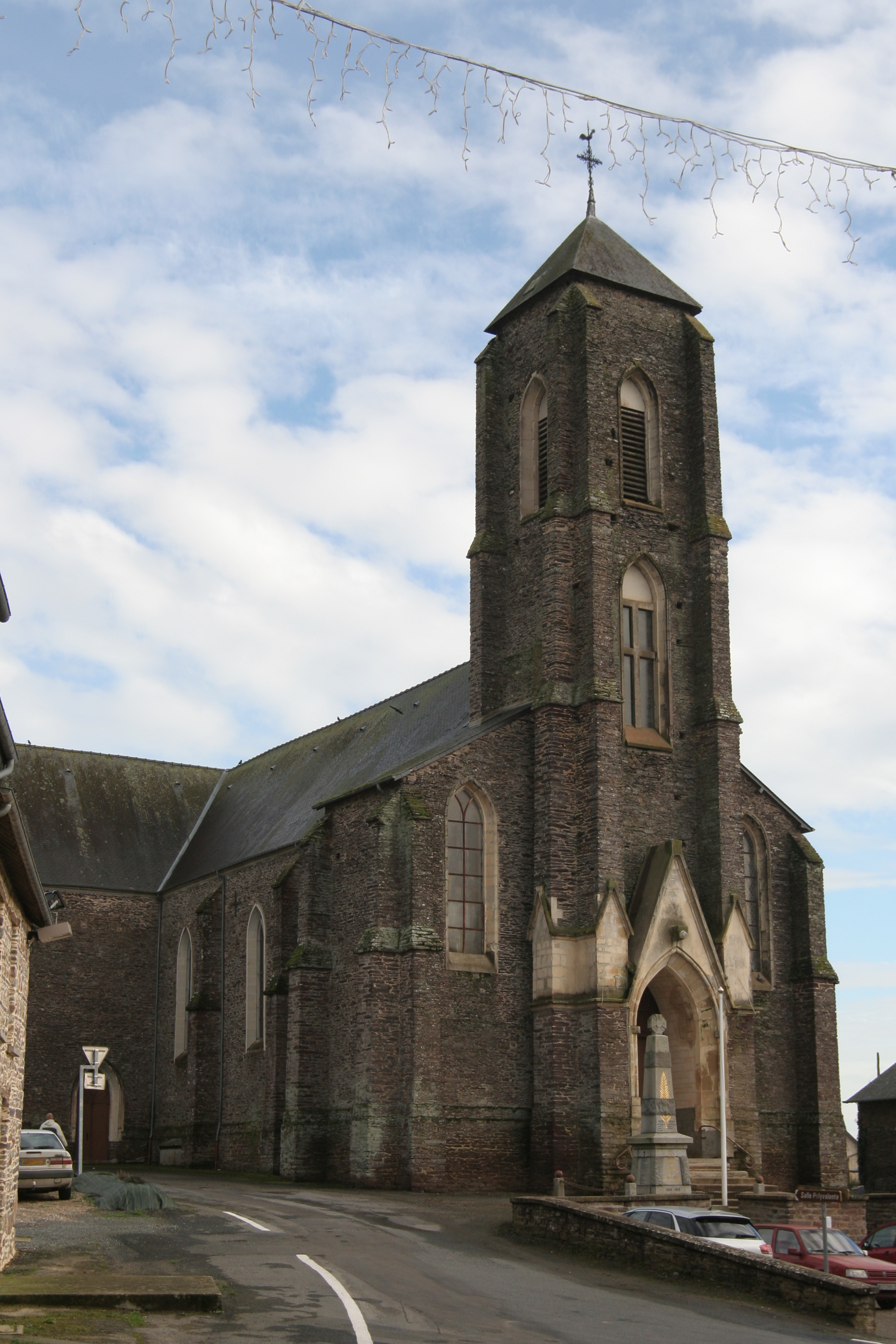
Église Sainte-Marie-Madeleine

- L’église paroissiale Sainte-Marie-Madeleine : sa construction a commencé en 1864, sur les plans néo-gothique d'Édouard Brossais-Saint-Marc ; elle est inaugurée en 1870. L'architecte Hyacinthe Perrin va restaurer l'édifice et remanier les baies ainsi que la couverture du clocher, entre 1933 et 1936[19].

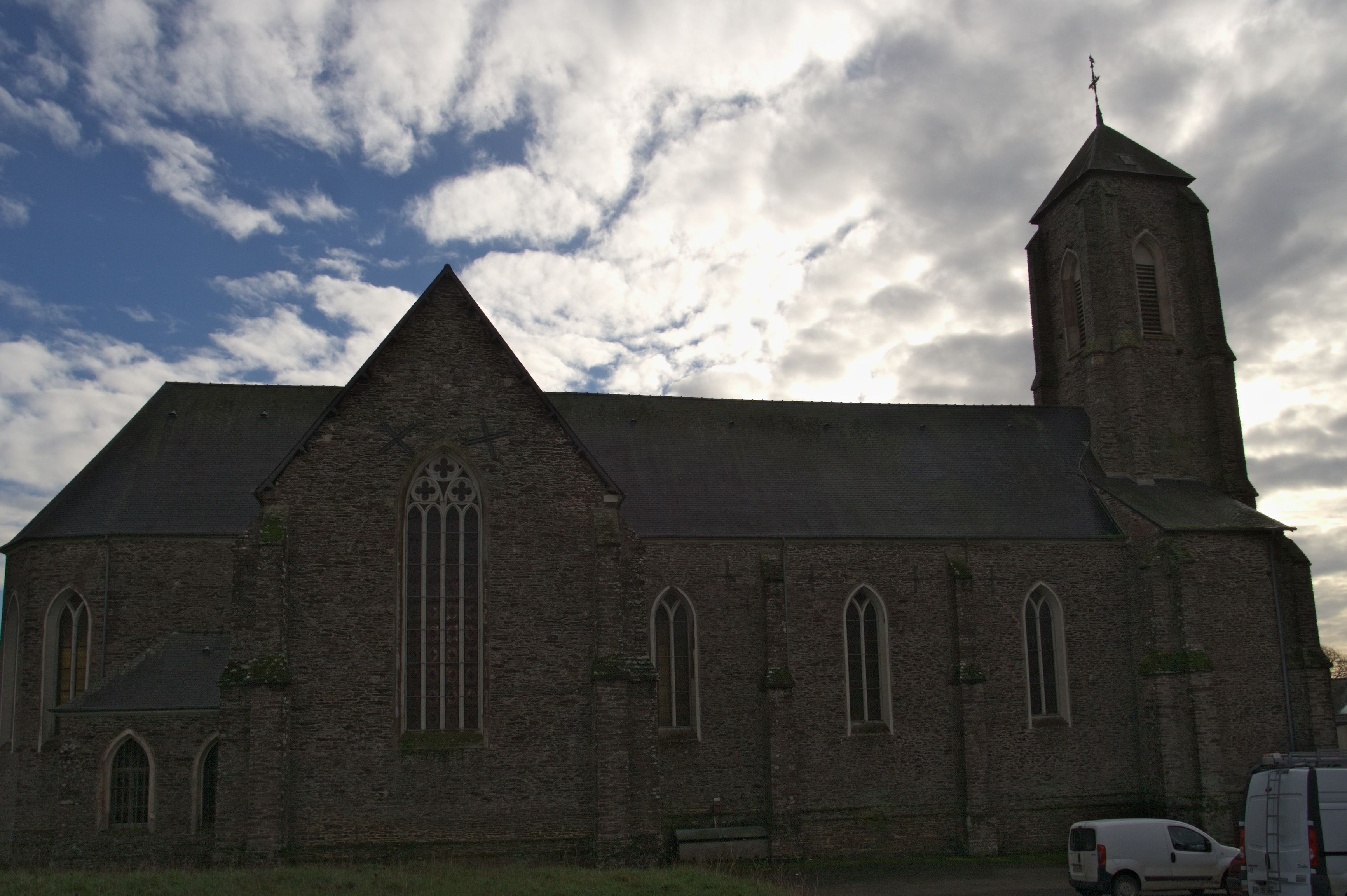
L'église Sainte-Marie-Madeleine : vue extérieure d'ensemble.
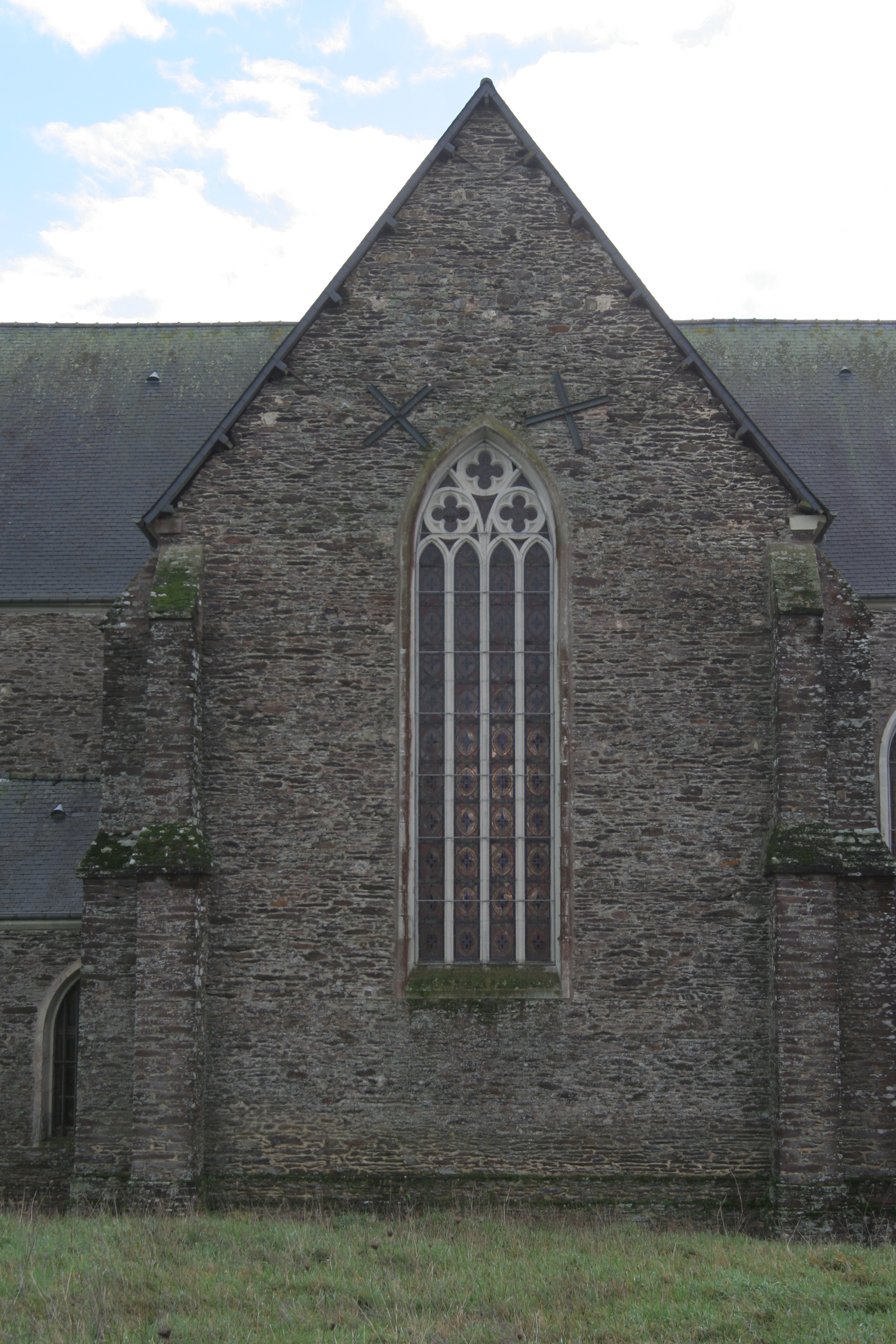
L'église Sainte-Marie-Madeleine : vue extérieure partielle.

- Le manoir du Val[20] et sa chapelle[21].

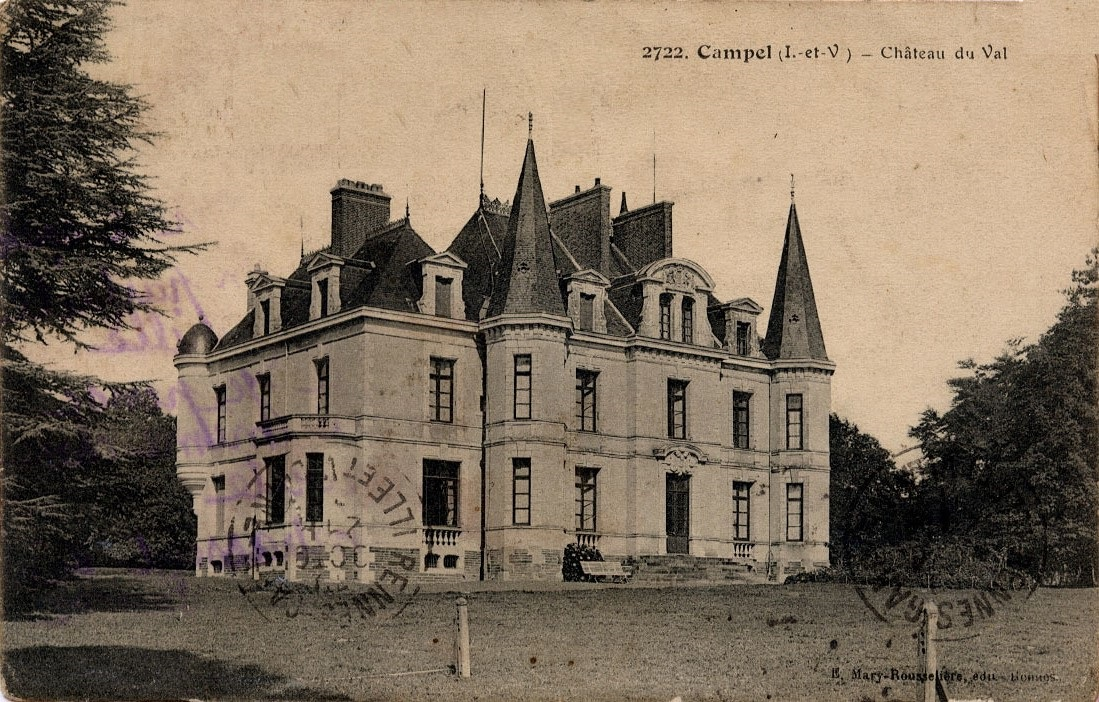
Le château du Val au début du XXe siècle (carte postale).

- Le manoir de la Touche du Four[22].
- Le manoir des Touches[23].
- Plusieurs croix : une croix de cimetière[24] et plusieurs croix de chemins à la Gourdelais[25], le long de la route départementale 65[26], à la Petite Bigotais[27], à la Haute Bouessière[28], près de la Villeneuve[29], à la Grignardais[30] et une croix médiévale[31].
- L’étang de Livry, un des principaux étangs oligodystrophes d'Ille-et-Vilaine[32].